# Puto ambiguus
Puto ambiguus är en insektsart som först beskrevs av David Timmins Fullaway 1910. 
Puto ambiguus ingår i släktet Puto och familjen ullsköldlöss. Inga underarter finns listade i Catalogue of Life.